# Маринкі (Ленчицький повіт)
Маринкі (пол. Marynki) — село в Польщі, у гміні Ґура-Свентей-Малґожати Ленчицького повіту Лодзинського воєводства.
Населення — 236 осіб (2011).
У 1975-1998 роках село належало до Плоцького воєводства.

## Демографія
Демографічна структура станом на 31 березня 2011 року:
|          | Загалом | Допрацездатний вік | Працездатний вік | Постпрацездатний вік |
| -------- | ------- | ------------------ | ---------------- | -------------------- |
| Чоловіки | 111     | 24                 | 72               | 15                   |
| Жінки    | 125     | 21                 | 73               | 31                   |
| Разом    | 236     | 45                 | 145              | 46                   |